# Provincia di Talca
La provincia di Talca è una provincia del Cile centrale, che appartiene alla regione del Maule (VII Región). La provincia confina:
- a nord con la provincia di Curicó,
- a ovest con l'oceano Pacifico,
- a sud con le province di Linares e Cauquenes,
- a est con l'Argentina

La provincia conta 10 comuni e 353.966 abitanti (2002) e si estende per 9.938 chilometri quadrati.
Comuni:
- Constitución
- Curepto
- Empedrado
- Maule
- Pelarco
- Pencahue
- Río Claro
- San Clemente
- San Rafael
- Talca